# NGC 1322
NGC 1322 je galaksija u zviježđu Eridan.

## Vanjske poveznice
- SEDS: NGC 1322